# АСАЛА
Вірменська таємна армія звільнення Вірменії, знана як АСАЛА (англ. ASALA, Armenian Secret Army for the Liberation of Armenia, вірм. ՀԱՀԳԲ, Հայաստանի Ազատագրութեան Հայ Գաղտնի Բանակ) — вірменське збройне формування, що діяло в період з 1975 до початку 1990-х. Деякі джерела визначають її як терористичну, деякі — як партизанську, інші — як військову. Внаслідок атак і замахів АСАЛА загинуло 46 осіб, 299 було поранено.

## Мета
Свою мету АСАЛА декларувала так: «змусити уряд Туреччини публічно визнати свою відповідальність за геноцид вірмен 1915 року, виплатити репарації і поступитися територією для вірменської батьківщини». Головною метою АСАЛА було відновлення історичної Вірменії, яка би включала східну Туреччину та Радянську Вірменію. Ця територія була обіцяною вірменам згідно з нератифікованим Севрським договором 1920 року з боку президента США Вудро Вільсона («Вільсонівська Вірменія»).

## Історія
Офіційно організація була сформована в 1975 році в Бейруті ліванським вірменом Акопом Акопяном, який брав участь у діяльності палестинських збройних організацій на початку сімдесятих. Однак до свого офіційного утворення мали місце окремі теракти.
Вночі 3 жовтня 2023 року єдина діюча синагога в Єревані «Мордехай ха-Наві» зазнала нападу: невідомі кинули в будівлю пляшку із запальною сумішшю, вибили вікна та облили фарбою стіни будівлі. Відповідальність за напад взяли на себе АСАЛА та «Молоді борці за свободу Вірменії», звинувативши Ізраїль у підтримці Азербайджану.